# ویشولان
شهر ویشولان (به فرانسوی: Wichelen) در شهرستان داندرموند در استان فلاندری شرقی در منطقه فلاندری در کشور بلژیک واقع شده‌است.

## نگارخانه

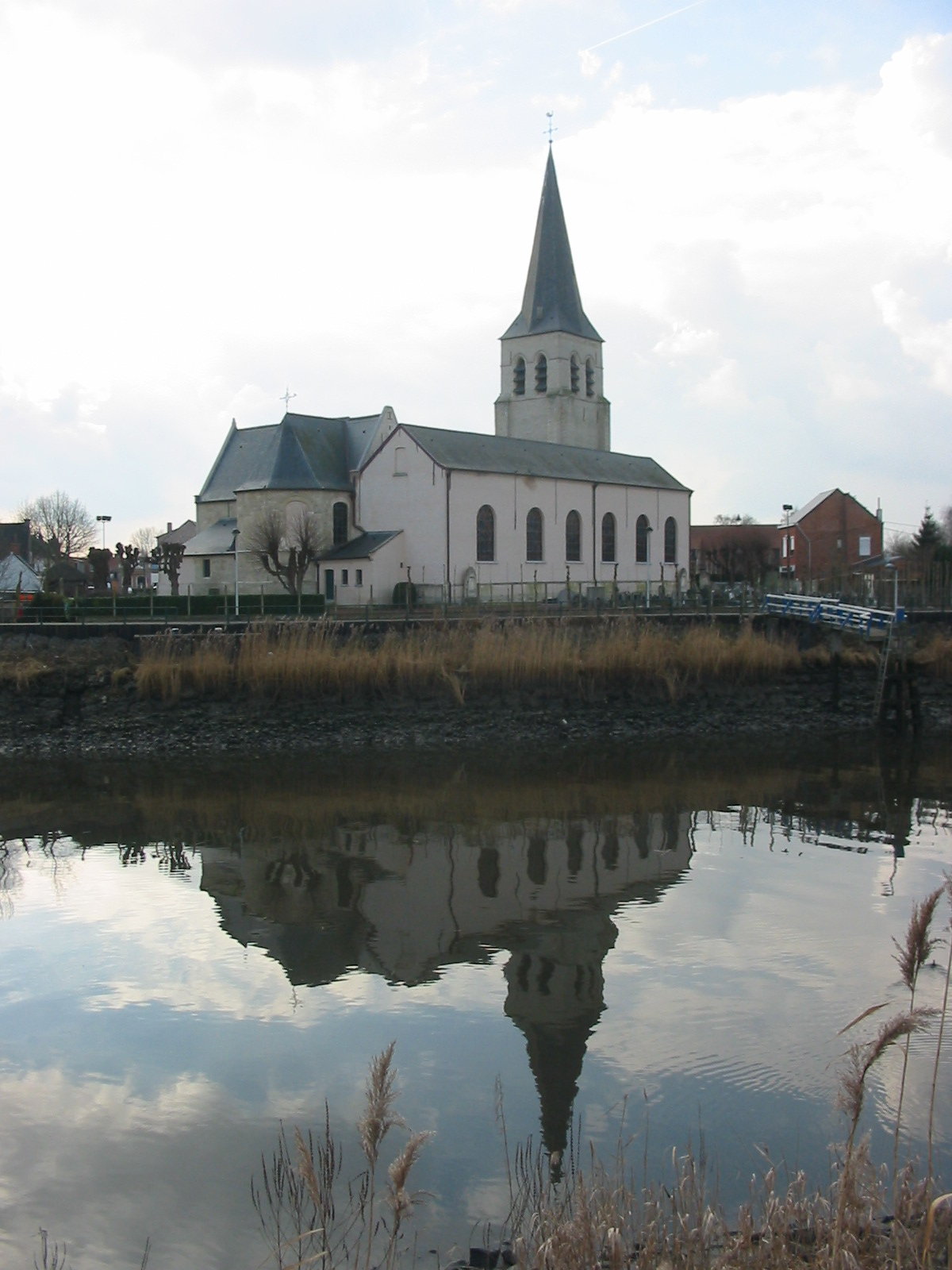
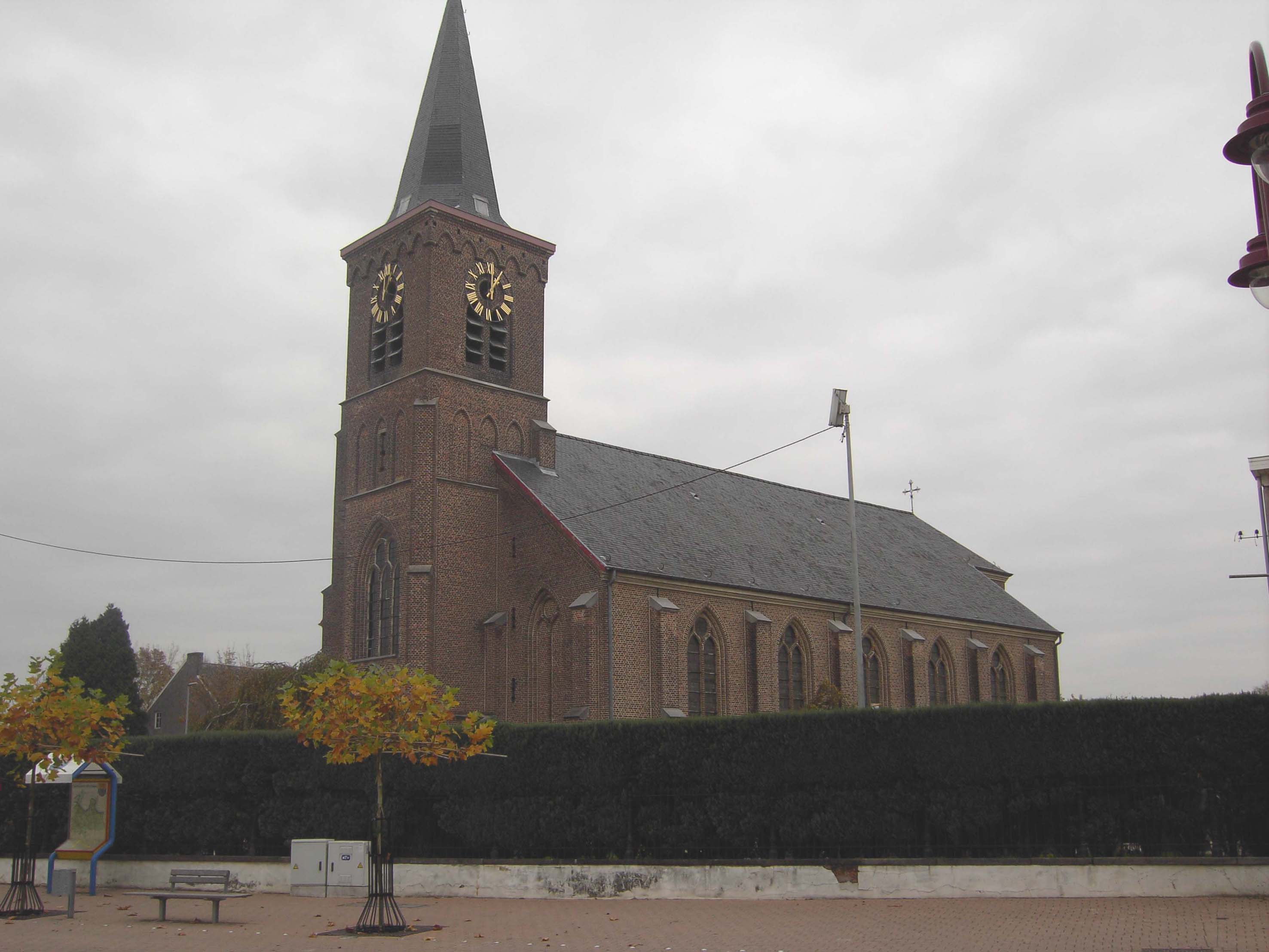
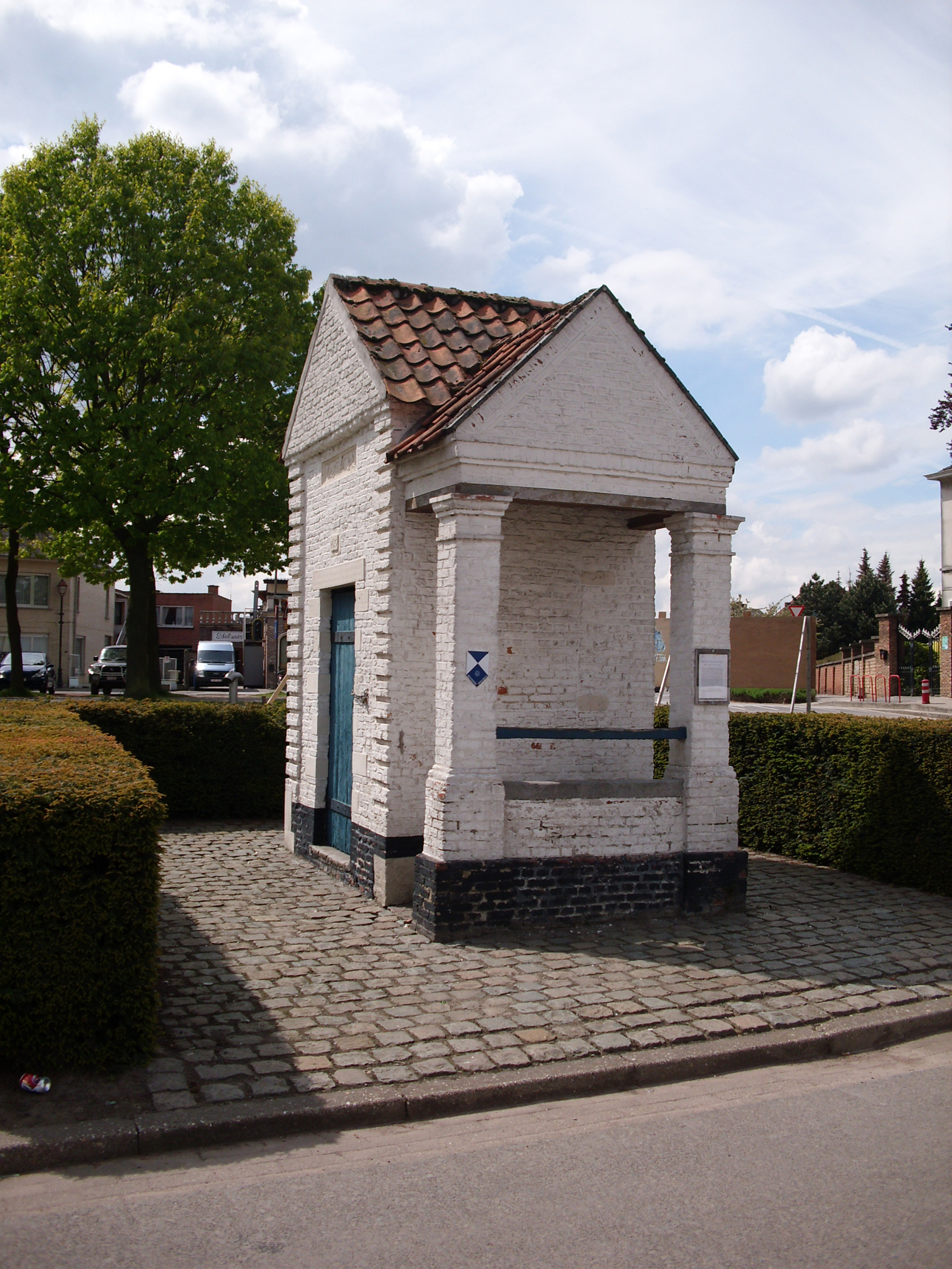